# 2024年世界水泳選手権セントビンセント・グレナディーン選手団
2024年世界水泳選手権セントビンセント・グレナディーン選手団は、2024年2月2日から2月18日までカタールのドーハで開催された第21回世界水泳選手権のセントビンセント・グレナディーン選手団、およびその競技結果。

## 選手団
- 人員: 選手 2人

## 選手名簿・結果
| 選手                 | 種目           | 予選      | 予選 | 準決勝   | 準決勝   | 決勝     | 決勝     |
| 選手                 | 種目           | 結果      | 順位 | 結果     | 順位     | 結果     | 順位     |
| -------------------- | -------------- | --------- | ---- | -------- | -------- | -------- | -------- |
| ブランドン・ジョージ | 男子50m自由形  | 25秒31    | 81位 | 予選敗退 | 予選敗退 | 予選敗退 | 予選敗退 |
| ブランドン・ジョージ | 男子50m背泳ぎ  | 29秒16    | 43位 | 予選敗退 | 予選敗退 | 予選敗退 | 予選敗退 |
| ザリエル・ネルソン   | 女子50m自由形  | 27秒62    | 62位 | 予選敗退 | 予選敗退 | 予選敗退 | 予選敗退 |
| ザリエル・ネルソン   | 女子100m自由形 | 1分02秒56 | 61位 | 予選敗退 | 予選敗退 | 予選敗退 | 予選敗退 |